# Božidar Nagy
Božidar Nagy (Bedekovčina, 1941.), hrvatski katolički svećenik, isusovac, pisac i postulator kauze bl. Ivana Merza.

## Životopis
Rođen je u Bedekovčini 1941. Gimnaziju pohađa u Slavonskome Brodu. Nakon godine dana studija na Sveučilištu u Zagrebu, 1961. stupa u Družbu Isusovu. Filozofiju i teologiju studira na Papinskome sveučilištu Gregoriana u Rimu i doktorira radnjom Ivan Merz čovjek vjere i odgojitelj za vjeru.
Za svećenika ga 27. lipnja 1971. zaređuje nadbiskup Franjo Kuharić. Mladu misu služio je 4. srpnja 1971. u Župi sv. Mihaela u Zagrebu. Zlatnu misu proslavio je 4. srpnja 2021. u pastoralnom centru Bazilike Srca Isusova u Zagrebu.
Kao voditelj Katehetskog centra Zagrebačke nadbiskupije, 1978. predložio je obnovu Uskrs festa. Pokretač je i postavljanja spomen-ploče u Bazilici sv. Petra u Vatikanu u znak zahvale za pokrštenje Hrvata, a koja je i postavljena 12. studenoga 2018., u nazočnosti hrvatskih biskupa.
Bio je urednik hrvatskoga programa Radio Vatikana, dušobrižnik za Hrvate u Parizu i profesor na Filozofskom fakultetu Družbe Isusove u Zagrebu.
Pokrenuo je izdavanje Sabranih djela bl. Ivana Merza.